# 2792 Ponomarev
A 2792 Ponomarev (ideiglenes jelöléssel 1977 EY1) a Naprendszer kisbolygóövében található aszteroida. Nyikolaj Sztyepanovics Csernih fedezte fel 1977. március 13-án.